# Just Eat Takeaway
Just Eat Takeaway.com NV, anteriormente Thuisbezorgd.nl, e Takeaway.com, é uma empresa pontocom holandesa especializada em pedidos de comida online e entrega em domicílio. O Takeaway.com é um portal online intermediário entre o cliente e os restaurantes, onde os clientes podem pedir comida online dos cardápios dos restaurantes e fazer com que sejam entregues pelos restaurantes diretamente em sua casa. Após a liberação pela Autoridade de Concorrência e Mercados do Reino Unido em 22 de abril de 2020, a Takeaway.com se fundiu com o serviço de entrega de comida britânico Just Eat, em fevereiro de 2020.

## História
Just Eat Takeaway.com foi fundado em 2000 por Jitse Groen. Está listada na Euronext Amsterdam e na Bolsa de Valores de Londres e tem sido parte do índice FTSE 100 desde que adquiriu a Just Eat em fevereiro de 2020.

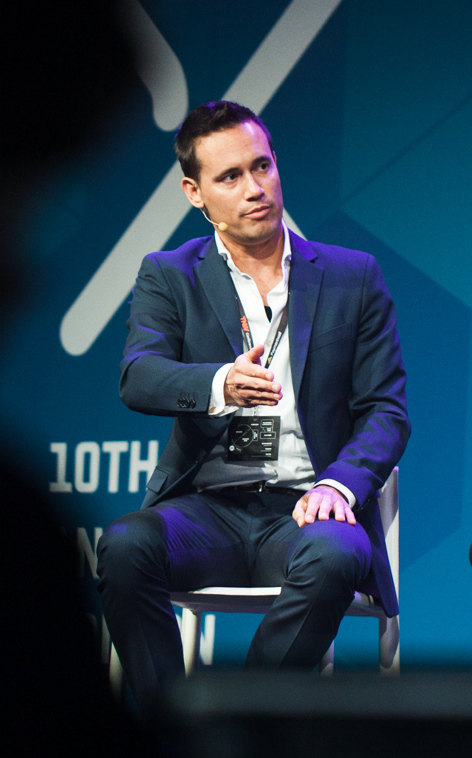
Jitse Groen, 2015

A empresa beneficiou de um investimento de 13 € milhões da Prime Ventures - uma empresa de capital de risco e growth equity em 2012. Ele começou a aceitar Bitcoin em novembro de 2013. Beneficiou de outro investimento de 74 € milhões em uma rodada da série B liderada pela Macquarie Capital e Prime Ventures em 2014. Também lançou seu novo logotipo em todos os seus países. Em seguida, arrecadou € 328 milhões de um IPO, avaliando a empresa em € 993 milhões, em 2016. Em agosto de 2016, ela parou de fazer negócios no Reino Unido, vendendo sua carteira de clientes para a rival Just Eat .
Em 2017, a Pizza.be mudou para Takeaway.com na Bélgica. Em 2018, a comissão de uso da plataforma passou de 12% para 13%. No mesmo ano, Takeaway.com adquiriu israelense 10bis empresa de entrega de alimentos ( em hebraico:  תן ביס   ) por € 135 milhões, bem como a startup búlgara local BGmenu.com, incluindo sua subsidiária romena Oliveira.ro e em 2019 adquiriu Lieferheld, Pizza.de e Foodora na Alemanha de Delivery Hero .
Em julho de 2019, a Takeaway.com anunciou propostas para assumir o controle da Just Eat. Em janeiro de 2020, 80,4% dos acionistas da Just Eat aprovaram o acordo da Takeaway.com para adquirir a Just Eat. Embora a Just Eat tenha se tornado uma subsidiária da Takeaway.com em 3 de fevereiro de 2020, a Autoridade Britânica de Concorrência e Mercados ordenou em 4 de fevereiro de 2020 que nenhuma integração deveria ocorrer e que as marcas deveriam ser mantidas separadas até que sua investigação fosse concluída.
Em 22 de abril de 2020, a Autoridade de Concorrência e Mercados anunciou que estava aprovando incondicionalmente a fusão da Just Eat com a Takeaway.com, após uma investigação. Em 11 de junho, a empresa anunciou que iria adquirir, em uma transação com todas as ações, a Grubhub com sede nos Estados Unidos - avaliando o negócio em US $ 7,3 bilhão.
Em 22 de março de 2021, Just Eat Takeaway.com tornou-se o patrocinador das competições femininas e de clubes masculinos da UEFA, começando no ciclo 2021-24, após receber o primeiro contrato de patrocínio para o UEFA Euro 2020 .

## Operações
Em 2012, a organização era líder de mercado na Holanda (participação de mercado de 90%) e na Bélgica (70%). O site lida com mais de 800.000 pedidos por mês para 10.000 restaurantes.

## Marcas locais
A empresa opera sob diferentes marcas em diferentes países.
| País                      | Marca / site      | Marca / site anterior                                             |
| ------------------------- | ----------------- | ----------------------------------------------------------------- |
| Austrália e Nova Zelândia | Menulog           |                                                                   |
| Áustria                   | lieferando.at     | lieferservice.at                                                  |
| Bélgica                   | takeaway.com/be   | pizza.be                                                          |
| Brasil                    | ifood.com.br      |                                                                   |
| Bulgária                  | takeaway.com/bg   | BGmenu.com                                                        |
| Canadá                    | SkipTheDishes     |                                                                   |
| Colômbia                  | ifood.com.co      | comeya.co                                                         |
| Dinamarca                 | just-eat.dk       |                                                                   |
| França                    | just-eat.fr       | pizza.fr                                                          |
| Alemanha                  | lieferando.de     | pizza.de <br> foodora.de <br> lieferservice.de <br> lieferheld.de |
| Irlanda                   | basta comer.      |                                                                   |
| Israel                    | 10bis.co.il       |                                                                   |
| Itália                    | apenas coma       |                                                                   |
| Luxemburgo                | takeaway.com/lu   | pizza.lu                                                          |
| Países Baixos             | thuisbezorgd.nl   |                                                                   |
| Noruega                   | apenas- comer.não |                                                                   |
| Polônia                   | pyszne.pl         |                                                                   |
| Portugal                  | takeaway.com/pt   | pizza.pt                                                          |
| Romênia                   | takeaway.com/ro   | oliviera.ro                                                       |
| Espanha                   | apenas-eat.es     |                                                                   |
| Suíça                     | comer.ch          | lieferservice.ch takeaway.com/ch                                  |
| Reino Unido               | just-eat.co.uk    |                                                                   |
| Estados Unidos            | grubhub.com       |                                                                   |